# Ordre de Saint-Jean-de-Latran

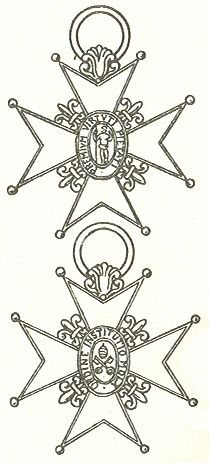
Ordre de Saint-Jean-de-Latran

L'ordre de Saint-Jean-de-Latran est un ordre de chevalerie papal fondé en 1560, dans les États de l'Église, par le pape Pie IV.
Sa devise est : Praemium virtuti et pietati.

## Histoire
L'ordre de Saint-Jean-de-Latran fut supprimé en 1790. À Paris, la commanderie et les maisons qui en dépendaient devinrent propriétés nationales.

## Sources
- Félix et Louis Lazare, Dictionnaire historique des rues et monuments de Paris.